# Do Ya Do Ya (Wanna Please Me)
Do Ya Do Ya (Wanna Please Me) ist ein Lied von Samantha Fox aus dem Jahr 1986, das von Graham Richardson und Mike Bissell geschrieben wurde. Es erschien auf dem Album Touch Me.

## Geschichte
Der mit Rock-Elementen angereicherte Dance-Pop-Titel wurde im Juni 1986 als zweite Single ihres Debütalbums veröffentlicht. Er war besonders in Europa erfolgreich, wo das Lied mit dem Erfolg des Nummer-eins-Hits Touch Me (I Want Your Body) konkurrieren konnte.
In Großbritannien, Deutschland und der Schweiz wurde das Lied ein Top-Ten- und in Schweden sogar ein Nummer-eins-Hit. Außerdem löste sich Samantha in Schweden selbst von der Spitze ab, damit wurde Do Ya Do Ya (Wanna Please Me) direkt nach Touch Me (I Want Your Body) ein Nummer-eins-Hit. Der Liedtext verhöhnt den Hörer mit Zeilen wie „Are you strong enough?“ und „I could get you underneath my thumb.“ Fox sang das Lied 1986 in einer Episode von Top of the Pops und bis heute gehört das Lied zu ihrem Live-Repertoire.
Das Lied wurde in den Battery Studios in London aufgenommen. Auf der B-Seite zur Single erschienen je nach Veröffentlichungsort die Lieder Drop Me A Line, Want You To Want Me, oder Never Gonna Fall In Love Again.

## Musikvideo
Im Musikvideo fährt Samantha Fox zuerst eine Limousine, sie trägt ein weißes Damenhemd und eine schwarze Nietenlederjacke. Ihr Diener sucht anschließend Fox auf, welche gerade ankommt und das Lied mit ihrer Band spielt. Während des Auftrittes spielen Samantha und ihre Band ihrem Diener einige Streiche. Samanthas Band im Musikvideo besteht aus den Mitgliedern von Hanoi Rocks: Nasty Suicide, Timo „Timppa“ Kaltio, Terry Chimes und Dave Tregunna als Fox Band.

## Chartplatzierungen
| ChartsChartplatzierungen       | Höchstplatzierung | Wochen |
| ------------------------------ | ----------------- | ------ |
| Deutschland (GfK)              | 5 (14 Wo.)        | 14     |
| Österreich (Ö3)                | 11 (10 Wo.)       | 10     |
| Schweiz (IFPI)                 | 4 (11 Wo.)        | 11     |
| Vereinigte Staaten (Billboard) | 87 (5 Wo.)        | 5      |
| Vereinigtes Königreich (OCC)   | 10 (9 Wo.)        | 9      |

| ChartsJahrescharts (1986) | Platzierung |
| ------------------------- | ----------- |
| Deutschland (GfK)         | 47          |